# Alistair Smythe
Pour les articles homonymes, voir Smythe.
Alistair Smythe est un personnage de fiction, un super-vilain appartenant à l'univers de Marvel Comics. Il est l'un des très nombreux ennemis de Spider-Man.
À un moment donné, Alistair se retrouve paralysé dans un fauteuil roulant, mais plus tard, il retrouve la capacité de marcher après s'être transformé en ce qu'il a appelé L'Anti-Araignée Ultime.

## Biographie du personnage

### Les Anti-Araignées
Les Anti-Araignées (Spider-Slayers) étaient une série de robots qui cherchaient à détruire Spider-Man. La première génération d'Anti-Araignées a été créé par le père d'Alistair, Spencer Smythe, et commandé par J. Jonah Jameson. Spencer ne réussit jamais à tuer Spider-Man, et finit par mourir à la suite d'une exposition prolongée à des échantillons radioactifs. Alistair hérite de son père et se met  à haïr Spider-Man. Devenu adulte, il trouva un emploi comme inventeur au service du Caïd, utilisant les ressources du seigneur de la pègre pour construire un nouvel Anti-Araignée. Sa première tentative, cependant échoue car les Anti-Araignées attaquent Mary-Jane Watson déguisée en Spider-man.
Après avoir été enfermé dans un asile, Alistair s'évade avec plusieurs autres détenus, aussi inventeurs et fous que lui, afin de construire une nouvelle série d'Anti-Araignées. Alistair force les ex-détenus à l'aider dans la construction des machines. Après l'envoi d'une série d'Anti-Araignées sur Spider-Man (détruites par ce dernier avec l'aide de Chatte noire et Scorpion), Alistair attire Spider-Man dans sa demeure pour une confrontation finale.

### L'Anti-Araignée Ultime
Pour vaincre Spider-Man, Alistair s'injecte un sérum créé par son père, ce qui amène la couverture de son corps tout entier par une coquille bio-organique, augmentant sa force et sa résistance. Alistair retrouve également la capacité de marcher à nouveau grâce à l'interconnexion avec sa colonne vertébrale. La structure physique de la coquille d'Alistair lui donne des griffes d'oiseaux sur ses pieds, des piques sur chaque épaule, et des pointes fines et tranchantes comme des lames sur ses bras. Spider-Man défait finalement Alistair et ce dernier est de nouveau envoyé à l'asile.

### Cyber-Slayers
Par la suite, ayant de nouveau réussi à s’évader mais privé de toute ressource financière, Alistair s’allia avec le gangster Jason Tso, utilisant les ressources de ce dernier pour créer de monstrueux robots, les Cyber-Slayers. Alistair comptait revendre ses créations sur le marché noir pour augmenter son financement et reprendre sa vengeance contre Spider-Man, mais il se retrouva impliqué dans la campagne de Tso contre sa rivale Carolyn Trainer. Tso trahit Alistair en prenant directement le contrôle des Cyber-Slayers mais il fut vaincu par Trainer, malgré l’intervention de Scarlet Spider.

### Retour
Alistair se libère de sa carapace tout en conservant l'usage de ses jambes grâce à une aide cybernétique. Il fit chanter J. Jonah Jameson pour obtenir sa coopération dans son dernier projet, la recréation de tous les précédents modèles d’Anti-Araignées, cette fois pour tuer non seulement Spider-Man mais aussi tous ses proches. Menaçant les vies de la femme et du fils de Jameson, Alistair obligea l’éditeur à lancer une campagne journalistique contre Spider-Man. Celui-ci remonta la trace d’Alistair jusqu’au Bugle où il fit face à plusieurs Anti-Araignées ; l’un des nouveaux modèles s’attacha à la tête du héros, copiant ses pensées avant de transmettre l’information aux autres robots. Alistair laissa alors le choix à Spider-Man de l’arrêter ou d’empêcher les robots de tuer Jameson. Bien qu’en évidente infériorité numérique, le tisseur traqua et détruisit tous les robots d’Alistair, tandis que celui-ci subissait sa défaite la plus humiliante, recevant un coup de batte de baseball de Jameson lui-même.
Étonnamment, plus sain d’esprit qu’il ne l’avait été depuis des années, Alistair prit sa défaite à cœur et sembla abandonner ses campagnes directes contre Spider-Man et Jameson, même s’il accepta de prêter ses robots au Scorpion, dont la haine pour les deux hommes n’avait pas changée. Après la défaite du Scorpion, Alistair décida de reprendre son combat mais, cette fois, tourna son attention vers le fils de J. Jonah Jameson, John Jameson, dont il provoqua la réapparition de la forme lupine dont l’astronaute avait été prisonnier pendant plusieurs années.
Alistair disparut de la circulation et se confectionna alors une armure de combat métallique, préparant un nouveau plan contre Jameson, décidé cette fois à tuer toute sa famille pour se venger de l’éditeur. Pour mener à bien son projet, Alistair, revendiquant désormais le nom plus simple d’Anti-Araignée, commença à faire évader Mac Gargan, détenu au Raft depuis la chute de Norman Osborn, se faisant passer pour le professeur Eli Folsom, après l’avoir assassiné. Emmenant Gargan dans son repaire, Alistair le transforma en un cyborg pour lui rendre ses pouvoirs et le libérer du sentiment de manque ressenti depuis sa séparation du symbiote de Venom. Puis, Alistair le convainquit de l’aider à se venger ensemble de Jameson, lui présentant alors plusieurs autres alliés, tout aussi déterminés qu’eux à se venger de l’éditeur. Le groupe se rendit alors à la base militaire d’Andru, pour saboter le décollage de John Jameson, comptant tuer les proches de Jameson les uns après les autres, tout en laissant leur ennemi en vie afin qu’il souffre de la même perte qu’Alistair. Spider-Man, présent sur la base d’Andru sous son identité civile, put sauver la vie de John Jameson avec l’aide des Vengeurs, mais fut incapable de sauver la vie de Marla Madison, l’épouse du journaliste, même s’il dut sacrifier son sens d’araignée pour arrêter l’Anti-Araignée et le Scorpion.

### Spider-Island
Smythe apparaît brièvement dans ce cross-over. Spider-Man et Jameson (maire de New York) lui rendent visite pour savoir comment contrer le Chacal. Mais avant qu'il ne puisse le dire, Jameson se transforme en araignée et mord gravement Smythe au cou pour se venger de la mort de sa femme. Spider-Man réussira à l'arrêter à temps.

## Version alternative
Dans la réalité House of M, Alistair est engagé par J. Jonah Jameson pour créer un Anti-Araignée afin de tuer Peter Parker.

## Adaptations à d'autres médias

### Film
- Alistair Smythe a un travail haut placé chez Oscorp dans les films de Marc Webb. Dans le 2e volet, il réprimande Maxwell Dillon et lui donne toujours plus de travail. C'est en ordonnant à Max de réparer, en dehors des heures de boulot, les câbles d'alimentation des bassins à anguilles électriques génétiquement modifiées que ce dernier a eu l'accident qui le transforma en Electro.

### Télévision
- Alistair est un des principaux méchants de Spider-Man, l'homme-araignée, il apparaît sous sa forme humaine et Anti-Araignée Ultime. Dans la série il a été témoin de l'échec de son père pour détruire Spider-Man (qui, comme dans les bandes dessinées, a causé sa mort apparente), et a été convaincu de créer des Anti-Araignées (rebaptisées dans la VF de la série Araignées Robots) pour attaquer Spider-Man dans le cadre d'une entente conclue avec le Caïd. Alistair est devenu le complice primaire du Caïd pendant un certain temps, même après que les tueurs engagés par Alistair n'aient pas réussi à tuer Spider-Man. Son association avec le Caïd a pris fin après le double épisode Pris au piège/Un allié précieux, quand Spider-Man et Daredevil se sont associés pour lutter contre le Caïd, résultant l'arrestation de Richard Fisk. Irrité par l'arrestation de son fils, Le Caïd a blâmé Alistair et l'a assuré que ses jours étaient comptés. Craignant pour lui-même, Alistair a prévu de dénoncer le Caïd, mais a été capturé. Il se retourna contre son gré dans le corps de l'Anti-Araignée Ultime avec le nouveau partenaire du Caïd, Herbert Landon. Cela a été principalement réalisé avec la manipulation génétique, ce qui permit au Caïd de contrôler Alistair. Avec ce changement, Alistair est devenu assez fort pour faire face à Spider-Man. Il peut tirer des lasers avec ses piques au dos. Très vite, il se libère du contrôle du Caïd et a récupéré le corps de son père (qui avait été maintenu en vie par congélation par le Caïd) grâce à Spider-man. Alistair trouve plus tard un autre employeur, Alisha Silver (fille de Silvermane dans ce dessin-animé), qui a cherché à restaurer son père à l'âge adulte en échange de fonds pour réveiller le père d'Alistair. Son père ne s'est plus jamais réveillé de toute la série. Après un nouvel échec, il est engagé par Harry Osborn, devenu le second Bouffon Vert, pour construire une armée de guerriers gobelins pour attaquer Peter Parker et Mary Jane Watson à leur mariage. Pour l’accomplissement de cette mission, il demande de l'aide au Scorpion. Le plan de Harry échoue grâce à Spider-Man, le Caïd et Black Cat. Alistair a également ordonné au professeur Miles Warren de créer des clones sous les ordres de Silver dans l'épisode en deux parties, Le Retour d'Hydro-Man, et a travaillé pour le Crâne Rouge dans l'épisode en trois parties, Secret Wars. Cependant, il est révélé qu'il ne veut pas gouverner la planète comme le Crâne Rouge et le Docteur Octopus, mais qu'il veut juste retrouver son père. Un Alistair Smythe d'une autre dimension est apparu dans Le Dernier Combat : Adieu, Spider-Man. Il travaille pour le Caïd et Spider-Carnage dans le but de construire un dispositif de contrôle mental pour conquérir le monde. Toutefois, les vrais intentions de Spider-Carnage étaient de détruire toute la réalité. Après que Spider-Man ait déjoué les plans de Spider-Carnage, ce dernier fuit vers une autre réalité, en laissant une bombe dans le bâtiment du Caïd. Alistair et les autres occupants du bâtiment ont été sauvés par Spider-Man et Madame Web.

### Jeux vidéo
- Alistair est l'un des neuf méchants principaux du jeu The Amazing Spider-Man: Lethal Foes sur SNES. Jeux vidéo tiré du comics sortie exclusivement au Japon pour faire connaître l'univers de Spider-man aux japonais.
- Alistair est un boss du jeu Spider-Man: The Animated Series sur SNES et Mega Drive.
- Alistair est le principal méchant du jeu The Amazing Spider-man, basé sur le film du même nom sorti en 2012.